# Suite voor strijkorkest (Klami)
Uuno Klami voltooide zijn Suite voor strijkorkest in 1937.
De suite wijkt qua muziek af van het overige repertoire van Klami. Klami was normaal voor zijn muziek meer in te delen bij de Franse impressionisten, maar pakt hier de zaken meer Duits en Oostenrijks. Ook op de site van FIMIC, de Finse organisatie voor muziek heeft het als een van de weinigen een Duitse vertaling: Suite für Streicher.

## Muziek
De suite bestaat uit vier delen:
1. Rubato quasi recitativo
2. Menuetto, quasi lento
3. Tranquillo
4. Allegro vivo.

De delen worden daarbij steeds korter. Deel 1 begint statig met forse muziek in de celli, deze dwingende muziek sterft steeds verder af. Deel twee heeft een Weense wals in zich en doet later denken aan de ländlermuziek van Gustav Mahler; het is waarschijnlijk terug te voeren op de tijd dat de componist in Wenen vertoefde. Deel 2 is een opmaat voor deel 3, een klaagzang en tegelijkertijd een interlude naar deel 4. Daarin laat Klami de drie- en tweekwartsmaat door elkaar heen strijden wie mag overheersen, zonder dat uiteindelijk een winnaar uit de bus komt.

## Orkestratie
- strijkerinstrumenten

## Discografie
- Uitgave BIS Records; het Tapiola Sinfonietta onder leiding van Jean-Jacques Kantorow; een opname uit 1996. Het boekwerkje werd geschreven door Kalevi Aho, ook Finse componist.